# Areas walshiae
Areas walshiae är en fjärilsart som beskrevs av Walter Karl Johann Roepke 1938. Areas walshiae ingår i släktet Areas och familjen björnspinnare. Inga underarter finns listade i Catalogue of Life.